# Teucholabis (Teucholabis) biacifera
Teucholabis (Teucholabis) biacifera is een tweevleugelige uit de familie steltmuggen (Limoniidae). De soort komt voor in het Neotropisch gebied.